# Movilización estudiantil en Chile de 2001
La movilización estudiantil de 2001 (autodenominado como «Mochilazo») corresponde al primer fenómeno de notoria participación y manifestaciones protagonizadas por estudiantes secundarios de Chile después de la transición a la democracia. Estas breves y acotadas manifestaciones protestaron en contra de la disminución de beneficios a la educación escolar, tales como tarifas de transporte subsidiadas.
El año 2001 marca un hito en la historia de los movimientos estudiantiles, pues se convoca y adhiere a un paro de estudiantes secundarios el 9 de abril, que logró un 80% de adhesión en los colegios de la comuna de Santiago. El paro fue convocado en disconformidad con el acuerdo logrado respecto del pase escolar, exigiendo que el pase escolar emitido en 2000 pudiera utilizarse durante 2001, sin tener que pagar nuevamente su costo, de 2.500 pesos chilenos. Durante la jornada se registraron marchas en Santiago, Concepción y enfrentamientos con Carabineros de Chile.
Fue visible la influencia y liderazgo de la recientemente fundada Asamblea Coordinadora de Estudiantes Secundarios (ACES), formada el año anterior luego de una división de la Federación de Estudiantes Secundarios de Santiago (FESES), bajo el control de las Juventudes Comunistas de Chile. Además se consideró como un apoyo a las reclamaciones del Colegio de Profesores de Chile, que días antes había realizado paros de profesores por sus respectivas reclamaciones gremiales.
Según el sociólogo Juan Ignacio Venegas, estas movilizaciones deben considerarse un hito en la forma de concebir la organización estudiantil y el enfoque de participación política de los jóvenes chilenos.